# Édes2kettes
Az Édes2kettes (egyszerűsített kínai írással: 春光乍洩, angolul: Happy Together) 1997-es hongkongi romantikus film Vóng Ká-vaj (Wong Kar-wai) rendezésében, Leslie Cheung és Tony Leung Chiu-wai főszereplésével. A filmet a new queer cinema mozgalom kiemelkedő darabjának tartották, pozitív kritikai visszhangot kapott és számos filmfesztiválon bemutatták, így az 1997-es Torontói Nemzetközi Filmfesztiválon is. Az 1997-es cannes-i filmfesztiválon Arany Pálmára jelölték és elvitte a legjobb rendezés díját.
A film eredeti címe kínai szólás, amely valamilyen intim dolog láthatóvá válására utal. Korábban ezen a címen került forgalomba Michelangelo Antonioni Nagyítás című filmje is. Az angol cím a The Turtles együttes 1967-es dalára utal, amely a filmben Danny Cheung feldolgozásában hangzik el.

## Szereplők
- Leslie Cheung mint Hó Pou-ving (Ho Po-Wing)
- Tony Leung Chiu-wai mint Laj Jíu-faj (Lai Yiu-Fai)
- Csang Csen mint Csang Van (Zhāng Wǎn)

## Fordítás
Ez a szócikk részben vagy egészben  a   Happy Together (1997 film) című angol Wikipédia-szócikk ezen változatának fordításán alapul.  Az eredeti cikk szerkesztőit annak laptörténete sorolja fel. Ez a jelzés csupán a megfogalmazás eredetét és a szerzői jogokat jelzi, nem szolgál a cikkben szereplő információk forrásmegjelöléseként.